# وینوسکی (ورمانت)
وینوسکی، ورمانت (انگلیسی: Winooski, Vermont) روستایی در شهرستان چیتندن، ورمانت ایالات متحده آمریکا است.

## خصوصیات
وینوسکی ۳٫۹ کیلومترمربع مساحت و ۷٬۲۶۷ نفر جمعیت دارد و ۵۴ متر بالاتر از سطح دریا واقع شده‌است.